# Liste der Naturschutzgebiete im Rhein-Sieg-Kreis
Die Liste der Naturschutzgebiete im Rhein-Sieg-Kreis enthält die Naturschutzgebiete des Landkreises Rhein-Sieg-Kreis in Nordrhein-Westfalen.

## Liste
| Schlüsselnummer | Gemeinde               | Gebietsname                                                                     | Fläche in ha |
| --------------- | ---------------------- | ------------------------------------------------------------------------------- | ------------ |
| SU-011          | Alfter                 | Dürrenbruch                                                                     | 0007,7174    |
| SU-062          | Alfter                 | Kottenforst                                                                     | 0085,0203    |
| SU-082          | Alfter                 | Tongrube Witterschlick                                                          | 0011,0430    |
| SU-090          | Alfter                 | Waldville (SU-090)                                                              | 0351,3535    |
| SU-001K2        | Bad Honnef             | Siebengebirge (SU)                                                              | 4272,9764    |
| SU-085          | Bad Honnef             | Segelfluggelände Eudenbach                                                      | 0050,0661    |
| SU-010          | Bornheim               | Berggeistweiher                                                                 | 0010,7726    |
| SU-031          | Bornheim               | Herseler Werth                                                                  | 0014,6986    |
| SU-034          | Bornheim               | Am Alten Gehauenen Weg                                                          | 0005,5172    |
| SU-035          | Bornheim               | In der Roten Maar                                                               | 0012,1783    |
| SU-036          | Bornheim               | Sülsmaar                                                                        | 0007,7698    |
| SU-037          | Bornheim               | Keltischer Ringwall und Kerbtal                                                 | 0009,8031    |
| SU-038          | Bornheim               | Linden-Eichenwäldchen mit Tümpeln                                               | 0000,9882    |
| SU-039          | Bornheim               | Terrassenkante                                                                  | 0005,6017    |
| SU-040          | Bornheim               | Urschmaar                                                                       | 0011,5172    |
| SU-041          | Bornheim               | Auf dem Schneeberg                                                              | 0010,9312    |
| SU-042          | Bornheim               | Trippelsdorfer Bachtälchen                                                      | 0002,4967    |
| SU-043          | Bornheim               | Klinkenbergsweg                                                                 | 0005,2380    |
| SU-044          | Bornheim               | Verbrannte Maar-Hellenmaar                                                      | 0050,1700    |
| SU-045          | Bornheim               | Waldorfer Schulwald                                                             | 0003,0309    |
| SU-046          | Bornheim               | Rheinmittelterrassenkante                                                       | 0012,4725    |
| SU-047          | Bornheim               | Kreuzbroich                                                                     | 0001,7123    |
| SU-048          | Bornheim               | Quarzsandgrube                                                                  | 0029,0846    |
| SU-049          | Bornheim               | Mühlbachtal                                                                     | 0018,1304    |
| SU-050          | Bornheim               | An der Roisdorfer Hufebahn                                                      | 0048,3340    |
| SU-051          | Bornheim               | Apfelmaar                                                                       | 0065,2065    |
| SU-052          | Bornheim               | Huisbruch und Wolfsschlucht                                                     | 0005,5375    |
| SU-053          | Bornheim               | Maibroich                                                                       | 0000,8949    |
| SU-054          | Bornheim               | Kiesgrube am Blutpfad                                                           | 0001,8757    |
| SU-055          | Bornheim               | Herseler See                                                                    | 0023,4951    |
| SU-026          | Eitorf                 | Siegaue in den Gemeinden Windeck, Eitorf und der Stadt Hennef                   | 0845,8004    |
| SU-079          | Eitorf                 | Wälder auf dem Leuscheid                                                        | 1384,6994    |
| SU-081          | Eitorf                 | Silikatfelsen an der Sieg                                                       | 0012,6470    |
| SU-086          | Eitorf                 | Basaltsteinbruch Stein (Eitorf)                                                 | 0013,0246    |
| SU-023          | Hennef                 | Dondorfer See                                                                   | 0043,3800    |
| SU-026          | Hennef                 | Siegaue in den Gemeinden Windeck, Eitorf und der Stadt Hennef                   | 0845,8004    |
| SU-056          | Hennef                 | Ahrenbach, Adscheider Tal                                                       | 0177,4756    |
| SU-093          | Hennef                 | Siegaue (SU-093)                                                                | 3134,0000    |
| SU-113          | Hennef                 | Limersbach und Zuflüsse                                                         | 0018,9000    |
| SU-114          | Hennef                 | Hunnenbach und Zuflüsse                                                         | 0015,4000    |
| SU-115          | Hennef                 | Am Weißen Stein                                                                 | 0003,6000    |
| SU-116          | Hennef                 | Krabach/Ravensteiner Bach                                                       | 0205,8000    |
| SU-117          | Hennef                 | Eulenberg                                                                       | 0016,3000    |
| SU-087          | Hennef                 | Basaltsteinbrüche Hühnerberg und Eudenberg/Tongrube Eudenbach                   | 0053,9121    |
| SU-089          | Hennef                 | Bröl, Waldbrölbach und südlich angrenzende Waldbestände des mittleren Bröltales | 0762,3592    |
| SU-001K2        | Königswinter           | Siebengebirge (SU)                                                              | 4272,9764    |
| SU-028          | Königswinter           | Komper Heide                                                                    | 0053,2225    |
| SU-033          | Königswinter           | Eisbachtal mit Nebensiefen                                                      | 0008,6239    |
| SU-083          | Königswinter           | Basaltsteinbrüche Hühnerberg und Eudenberg/Tongrube Eudenbach                   | 0142,7504    |
| SU-085          | Königswinter           | Segelfluggelände Eudenbach                                                      | 0050,0661    |
| SU-087          | Königswinter           | Basaltsteinbrüche Hühnerberg und Eudenberg/Tongrube Eudenbach                   | 0053,9121    |
| SU-004          | Lohmar                 | Gagelbestand                                                                    | 0063,0416    |
| SU-012          | Lohmar                 | Naafbachtal (SU)                                                                | 0822,4251    |
| SU-013          | Lohmar                 | Feuchtgebiet im „Widdauer Wald“                                                 | 0001,9167    |
| SU-014          | Lohmar                 | Niedermoor im Widdauer Wald                                                     | 0003,6793    |
| SU-015          | Lohmar                 | Gierssiefen                                                                     | 0008,9096    |
| SU-092          | Lohmar                 | Aggeraue zwischen Lohmar und Siegburg                                           | 0259,0434    |
| SU-118          | Lohmar                 | Aggeraue als Bestandteil des FFH-Gebiets Agger                                  | 0174,0000    |
| SU-119          | Lohmar                 | Hitzhof                                                                         | 0002,9264    |
| SU-027          | Meckenheim             | Weesgesweg                                                                      | 0006,9931    |
| SU-029          | Meckenheim             | Eifelfuß                                                                        | 0068,1312    |
| SU-066          | Meckenheim             | Waldville (SU-066)                                                              | 0928,1542    |
| SU-069          | Meckenheim             | Ersdorfer Bach                                                                  | 0019,7302    |
| SU-070          | Meckenheim             | Altendorfer und Hilberather Bach                                                | 0061,4778    |
| SU-077          | Meckenheim             | Swistbach und Berger Wiesen                                                     | 0032,7858    |
| SU-091          | Meckenheim             | Kottenforst (LP)                                                                | 0075,5593    |
| SU-007          | Much                   | Oberes Naafbachtal                                                              | 0011,4267    |
| SU-012          | Much                   | Naafbachtal (SU)                                                                | 0822,4251    |
| SU-030          | Much                   | Heckberg                                                                        | 0010,3725    |
| SU-089          | Much                   | Bröl, Waldbrölbach und südlich angrenzende Waldbestände des mittleren Bröltales | 0762,3592    |
| SU-012          | Neunkirchen-Seelscheid | Naafbachtal (SU)                                                                | 0822,4251    |
| SU-089          | Neunkirchen-Seelscheid | Bröl, Waldbrölbach und südlich angrenzende Waldbestände des mittleren Bröltales | 0762,3592    |
| SU-009          | Niederkassel           | Siegaue und Siegmündung                                                         | 0534,7407    |
| SU-020          | Niederkassel           | Lülsdorfer Weiden                                                               | 0081,2810    |
| SU-021          | Niederkassel           | Stockemer See                                                                   | 0055,2604    |
| SU-022          | Niederkassel           | Weilerhofer See                                                                 | 0027,4765    |
| SU-005          | Rheinbach              | Tomberg                                                                         | 0004,5849    |
| SU-029          | Rheinbach              | Eifelfuss                                                                       | 0068,1312    |
| SU-061          | Rheinbach              | Rheinbacher Wald                                                                | 0666,3336    |
| SU-064          | Rheinbach              | Kiesgrube Flerzheim                                                             | 0078,3054    |
| SU-065          | Rheinbach              | Kiesgrube nordwestlich Lüftelberg                                               | 0001,7439    |
| SU-066          | Rheinbach              | Waldville (SU-066)                                                              | 0928,1542    |
| SU-067          | Rheinbach              | Stiefelsbach und Zuflüsse                                                       | 0033,8939    |
| SU-068          | Rheinbach              | Vischelbachtal                                                                  | 0013,7048    |
| SU-070          | Rheinbach              | Altendorfer und Hilberather Bach                                                | 0061,4778    |
| SU-073          | Rheinbach              | Rotterbach und Hacksiefen                                                       | 0004,9555    |
| SU-075          | Rheinbach              | Schiefelsbach und Zuflüsse                                                      | 0013,7904    |
| SU-076          | Rheinbach              | Gierenbachtal                                                                   | 0010,3249    |
| SU-077          | Rheinbach              | Swistbach und Berger Wiesen                                                     | 0032,7858    |
| SU-024          | Ruppichteroth          | Wälder auf Kalk                                                                 | 0009,8135    |
| SU-057          | Ruppichteroth          | Auf der Scheidthecke und Hoverbachtal                                           | 0009,1282    |
| SU-089          | Ruppichteroth          | Bröl, Waldbrölbach und südlich angrenzende Waldbestände des mittleren Bröltales | 0762,3592    |
| SU-120          | Ruppichteroth          | Millerscheider Bachtal                                                          | 0035,7300    |
| SU-121          | Ruppichteroth          | Wälder auf Kalk                                                                 | 0018,3900    |
| SU-122          | Ruppichteroth          | Waldbrölbachhöhle                                                               | 0001,2400    |
| SU-018          | Sankt Augustin         | Siegaue (SU-018)                                                                | 0408,3800    |
| SU-019          | Sankt Augustin         | Tongrube Niederpleis                                                            | 0024,5404    |
| SU-016          | Siegburg               | Trerichsweiher/Untere Aggeraue                                                  | 0034,2012    |
| SU-017          | Siegburg               | Feuchtgebiet im Hufwald                                                         | 0009,3117    |
| SU-018          | Siegburg               | Siegaue (SU-018)                                                                | 0408,3800    |
| SU-092          | Siegburg               | Aggeraue zwischen Lohmar und Siegburg                                           | 0259,0434    |
| SU-006          | Swisttal               | Kiesgrube Dünstekoven                                                           | 0049,7647    |
| SU-058          | Swisttal               | Swistniederung bei Miel                                                         | 0040,3589    |
| SU-059          | Swisttal               | Kiesgrube südwestlich Straßfeld                                                 | 0010,8835    |
| SU-060          | Swisttal               | Wald am Schloss Miel                                                            | 0015,7775    |
| SU-063          | Swisttal               | Alte Teichanlagen und Laubwald am Gut Capellen                                  | 0009,8067    |
| SU-064          | Swisttal               | Kiesgrube Flerzheim                                                             | 0078,3054    |
| SU-066          | Swisttal               | Waldville (SU-066)                                                              | 0928,1542    |
| SU-071          | Swisttal               | Kiesgrube nordöstlich Straßfeld                                                 | 0038,9984    |
| SU-072          | Swisttal               | Ohrbach/Jungbach                                                                | 0010,2204    |
| SU-074          | Swisttal               | Wald an der Burg Heimerzheim                                                    | 0014,7175    |
| SU-003          | Troisdorf              | Wahner Heide im Rhein-Sieg-Kreis                                                | 2010,9954    |
| SU-016          | Troisdorf              | Trerichsweiher/Untere Aggeraue                                                  | 0034,2012    |
| SU-018          | Troisdorf              | Siegaue (SU-018)                                                                | 0408,3800    |
| SU-092          | Troisdorf              | Aggeraue zwischen Lohmar und Siegburg                                           | 0259,0434    |
| SU-002K2        | Wachtberg              | Rodderberg (SU)                                                                 | 0023,3184    |
| SU-008          | Wachtberg              | Dächelsberg/Ließemer Berg                                                       | 0052,0467    |
| SU-062          | Wachtberg              | Kottenforst                                                                     | 0085,0203    |
| SU-088          | Wachtberg              | Kaolingrube Oedingen                                                            | 0031,8854    |
| SU-025          | Windeck                | Ehemalige Siegschleife bei Dreisel                                              | 0074,6532    |
| SU-026          | Windeck                | Siegaue in den Gemeinden Windeck, Eitorf und der Stadt Hennef                   | 0845,8004    |
| SU-032          | Windeck                | Rosbachtal                                                                      | 0142,9349    |
| SU-078          | Windeck                | Steinbruch Imhausen                                                             | 0018,0421    |
| SU-079          | Windeck                | Wälder auf dem Leuscheid                                                        | 1384,6994    |
| SU-081          | Windeck                | Silikatfelsen an der Sieg                                                       | 0012,6470    |
| SU-084          | Windeck                | Hohes Wäldchen I                                                                | 0004,7292    |